# Aichi Television Broadcasting
Pour les articles homonymes, voir Aichi (homonymie) et TVA.
Aichi Television Broadcasting (abréviation : TVA, en japonais : テレビ愛知株式会社, Terebi Aichi Kabushiki Gaisha) est une chaîne de télévision japonaise du réseau TXN. Elle est aussi connue sous le nom de TV Aichi.